# Groc de cadmi
El groc de cadmi és un pigment de color groc que s'obté del cadmi.

## Història
El cadmi va ser descobert a Alemanya el 1817 per Friedrich Stromeyer. L'any 1830 ja s'utilitzava el groc de cadmi com a pigment, encara que no es va estendre el seu ús fins al 1849, quan es va començar a fabricar en grans quantitats.

## Composició
El groc de cadmi es compon de cristalls mixtos de sulfur de cadmi i sulfur de zinc.
Durant el procés d'elaboració del pigment, si s'hi incorpora seleni, s'obté un to ataronjat o vermell o fins i tot una mica blavós. La mida de les partícules també influeix en el to i color obtingut.
Els pigments de cadmi solen tenir impureses, normalment sulfur de zinc, formant cristalls mixtos. Els pigments anomenats cadmofix, cadmopon o cadmolit poden tenir fins a un 50% de sulfat de bari i sulfat de zinc, sent menys valuosos des del punt de vista pictòric.

## Altres pigments de cadmi
La greenoquita, un mineral rar compost per sulfur de cadmi, no s'ha utilitzat mai com a pigment. En canvi el sulfur de cadmi mesclat amb selenur de cadmi es coneix com a vermell de cadmi i sí que és usat.

## Toxicitat
El cadmi és un metall tòxic. Pot causar diversos problemes mediambientals i tòxics per als éssers vius si és inhalat o ingerit.

## Ús en la pintura

### Comportament
Tots els tons del pigment, des del groc fins al vermell, tenen molt bona resistència a la llum. Excepte el groc llimona, que sol ser substituït per altres pigments del mateix color i més resistents.
La capacitat cobrent i poder colorant és entre bo i molt bo, excepte pels tons ataronjats que és moderat.
Té una perfecta resistència als àlcalis, inclús a la calç. Es pot utilitzar en pintura al fresc, però a l'exterior s'ha de protegir de l'aire per evitar la formació de carbonats o sulfurs que formarien un vel a la superfície.

### Combinacions amb altres pigments
Es pot barrejar amb qualsevol altre pigment, excepte els de coure.
El verd de cadmi s'obté barrejant groc de cadmi i verd d'òxid de crom. S'obté un verd amb un color molt net i molt resistent a la llum, molt valorat en la pintura a l'oli.
El groc brillant és una barreja de groc de cadmi i blanc de zinc.